# Hulst (Pays-Bas)
Pour les articles homonymes, voir Hulst.
Hulst est une commune des Pays-Bas, dans la province de Zélande (Flandre zélandaise).

## Histoire
La ville de Hulst a reçu ses droits de cité durant le XIIe siècle.
Cette ville fut prise aux Espagnols en 1591 par Maurice de Nassau, mais fut capturée à nouveau en 1596 par l'archiduc Albert d'Autriche, alors gouverneur des Pays-Bas.

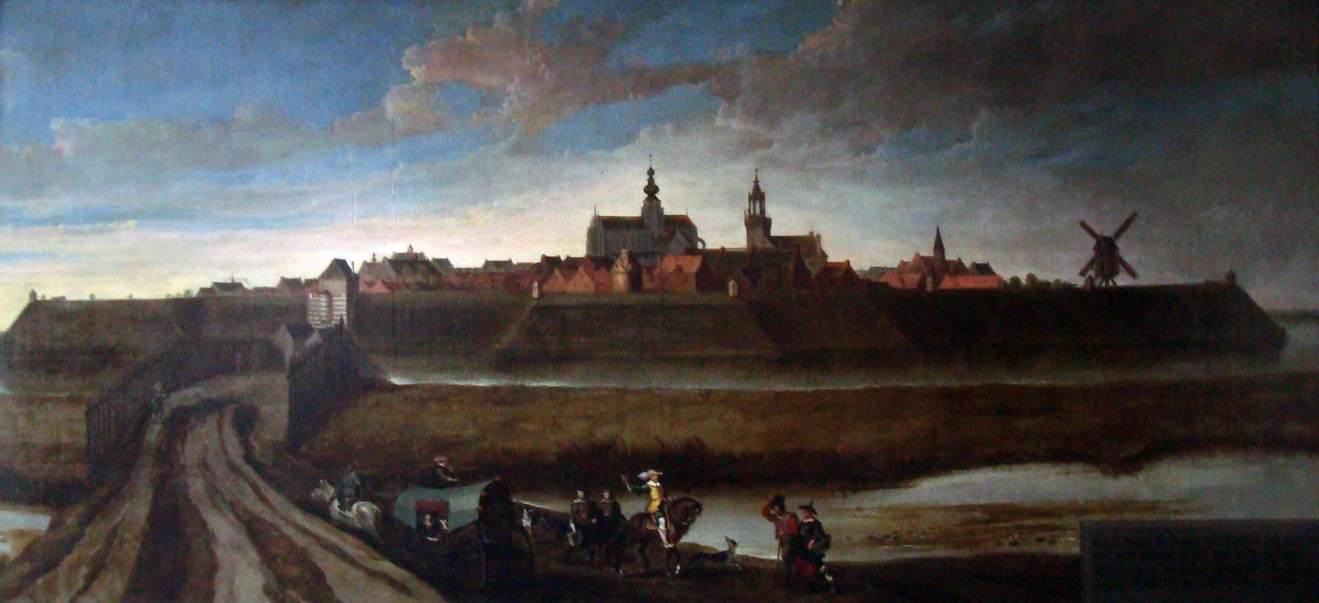
Vue de la ville en 1628 par Cornelis de Vos.

En 1645 s'est déroulé le siège d'Hulst (pour contrôler la rive gauche de l'Escaut) conduit par le Prince Frédéric-Henri d'Orange-Nassau, pendant la Guerre de 80 ans (1568-1648) contre l'Espagne.
Un autre siège a suivi en 1702, où le général Menno van Coehoorn défendit avec succès la ville pour les Hollandais ; puis encore un autre en 1747, lorsque la ville fut prise par les Français après la médiocre résistance du lieutenant général Pieter de la Rocque (nl).
Au XVIIe siècle, un fort en étoile a été érigé. Les fortifications, construites à ce moment, présentent un des exemples historiques de l'architecture des forteresses hollandaises.

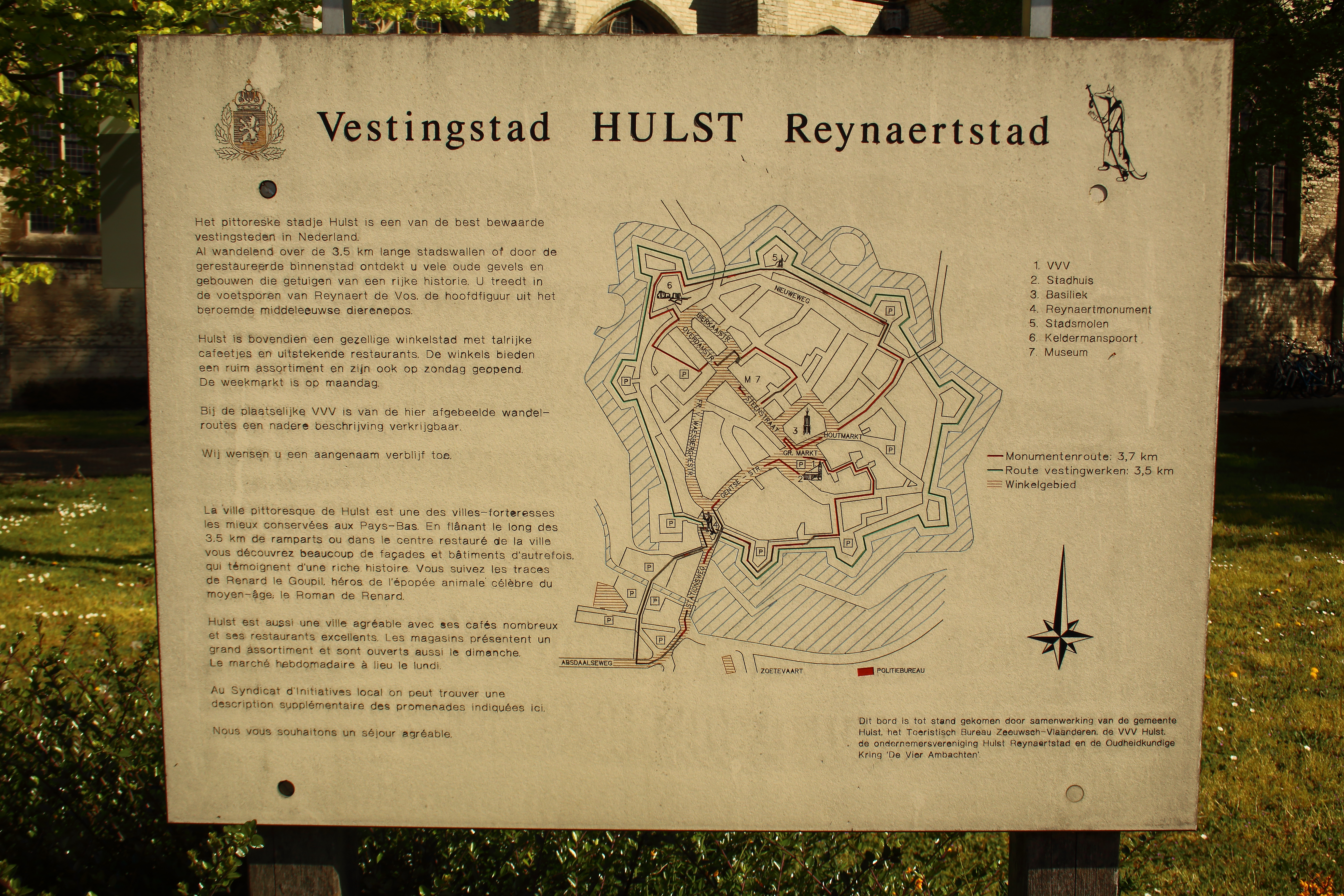
Plan des fortifications de la ville.

Le nom de Hulst (houx en français) pourrait venir de la forme des créneaux. On[Qui ?] dit que le houx pousse au sommet des hauteurs des villes.

## Géographie

### Communes limitrophes
| Borsele      | Kapelle                | Reimerswaal       |
| Terneuse     | Hulst                  | Anvers (be)       |
| Stekene (be) | Saint-Gilles-Waes (be) | Beveren-Waes (be) |

### Localités
La commune regroupe les localités suivantes :
- Hulst
- Sint Jansteen
- Kloosterzande
- Clinge
- Vogelwaarde
- Heikant
- Nieuw-Namen
- Graauw
- Lamswaarde
- Terhole
- Hengstdijk
- Kapellebrug
- Walsoorden
- 't Jagertje
- Schuddebeurs
- Absdale
- Kruispolder (avec Kruisdorp)
- Kuitaart
- Ossenisse
- Zandberg
- Paal
- Boschkapelle

### Autres
La commune comprend aussi (au nord-est) le pays inondé de Saeftinghe, aujourd'hui sous les eaux de l'Escaut occidental à marée haute.
Hulst est le point de départ du sentier de grande randonnée 122.